# Гевхерхан-султанија (ћерка Ахмеда I)
Гевхерхан-султанија је била најстарија кћи Ахмеда I.

## Детињство
Гевхерхан је рођена крајем фебруара 1605. године у Топкапи-палати. Добила је част у име Гевхерхан-султаније, коју је Ахмед изузетно ценио и поштовао. Била је најстарија кћи свога оца. Како је султанија Косем родила шехзаде Мехмета у марту 1605. године, а Махфирузе у новембру 1604. године Османа, Гевхерханина мајка је била нека друга конкубина.
13. јуна 1612. године Гевхерхан се удала за великог везира Окуз Мехмед-пашу , који је био велики везир за време њеног оца и полубрата Османа II.  Венчање је одржано у Старом двору, а пару је као резиденција дата палата Ибрахим-паше.  Мехмед-паша је служио као велики везир од 1614. до 1616. године под султаном Ахметом, а затим поново неколико месеци 1619. године под Османом II.  Након што је други пут разрешен дужности, умро је у Алепу око 1621. године.. Неки сматрају да је 1621. године родила сина, који се звао Осман.
Гевхерхан је удата опет у априлу 1622. године за адмирала флоте Топал Реџеп-пашу,  који је у фебруару 1632. године постао велики везир. Имали су заједно ћерку Сафије-султанију (1624-1682). 

## Остатак живота и смрт
Гевхерхан-султанија je умрла у јануару 1660. године на порођају. Након њене смрти, у августу 1660. године је део њене имовине је кофискован и предат државној ризници, а други део је додељен њеној седмогодишњој кћерци Сафије.